# Ruotesvagge
Ruotesvagge är en cirka 17 kilometer lång dalgång i Sareks nationalpark. 
Dalgången bildas av Ruotesmassivet och Sarektjåkkåmassivet. 
Ruotesvagge sträcker sig från övre Rapadalen till Sareks gräns mot norra delen av Stora Sjöfallets nationalpark.

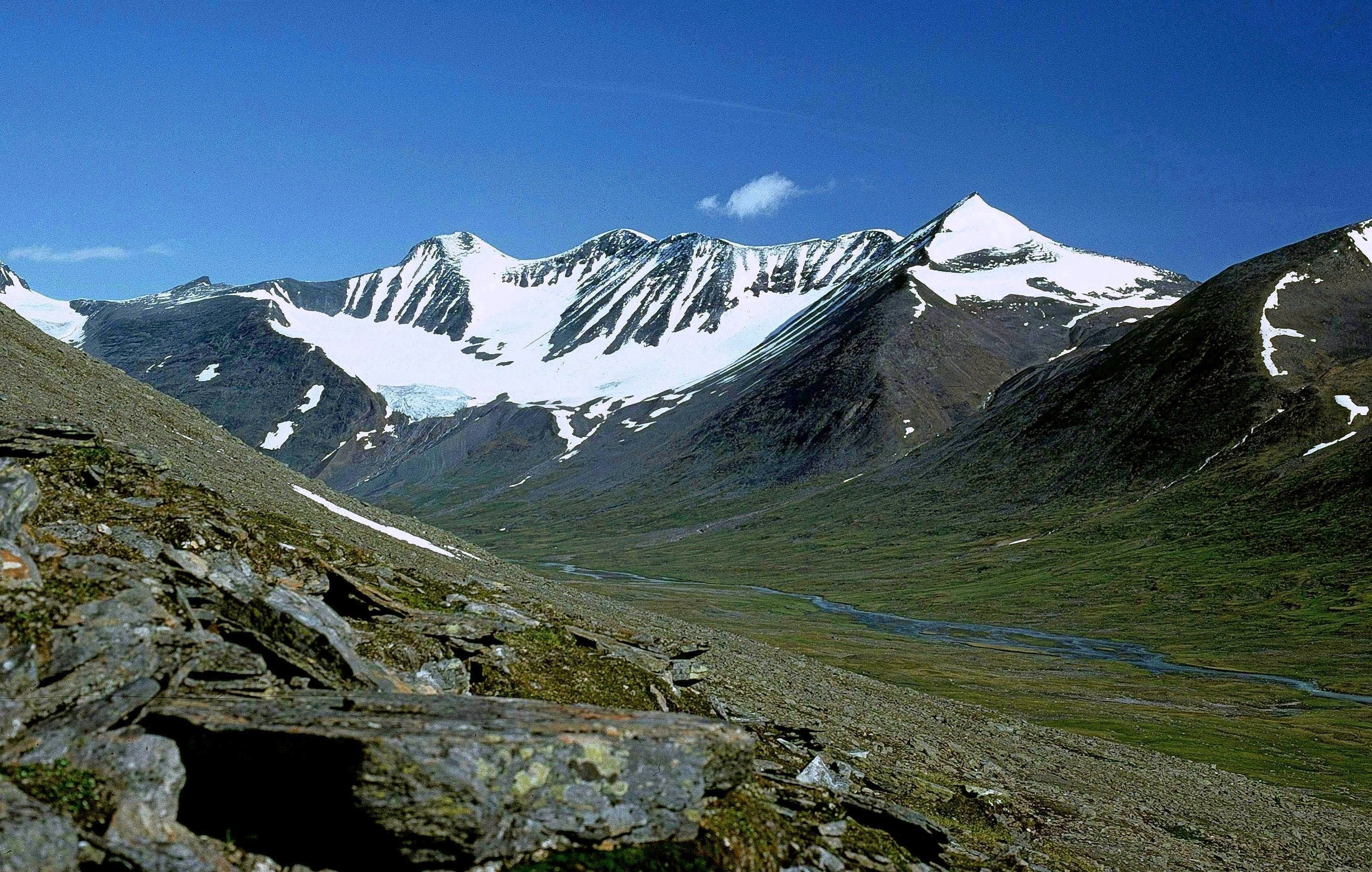
Ruotesvagge i Sarek, mot Sarektjåkkåmassivet (år 1976)